# Le Fils du radjah
Pour les articles homonymes, voir Son of India.
Le Fils du radjah ou Fils de radjah, Son of India, est un film américain réalisé par Jacques Feyder, sorti en 1931.

## Synopsis
Karim est le fils du rajah et marchand de bijoux Hamid, avec lequel il voyage à travers l'Inde. Le vingtième jour de leur voyage, après que Karim ait entendu son père parler de l'importance de la gratitude, ils sont attaqués par des bandits. Le groupe de voyageurs est massacré, son père Hamid tué, mais Rao Rama, un saint homme, cache Karim dans une tombe peu profonde. Il survit à la tragédie et se retrouve avec le diamant le plus précieux de son père.
Karim se rend ensuite à Bombay, où il tente de vendre le diamant dans une bijouterie. Estimant qu'ils ne lui offrent pas assez d'argent, il s'en va. Les propriétaires de magasins corrompus prétendent que Karim est un voleur. Il est arrêté, et, incapable de prouver qu'il est le véritable propriétaire du diamant de son père, encourt une longue peine de prison. William Darsey, un témoin américain, le sauve en révélant la vérité et Karim est libéré.
Quelque temps plus tard, Karim devient l'un des hommes les plus riches de Bombay, assistant à de nombreux événements mondains de la haute société. Lors d'un match de polo, il rencontre Janice Darsey, une jolie jeune femme américaine accompagnée de sa tante et du Dr. Wallace. Se sentant attirés l'un par l'autre, ils tombent bientôt amoureux. C'est très désagréable pour Mme Darsey, qui n'approuve pas que sa nièce sorte avec un Indien. Elle tente de saboter leur relation en annonçant que les Darsey partiront pour Calcutta.
Janice, cependant, ne veut pas quitter Karim et s'enfuit de chez sa tante pour accompagner secrètement Karim à une chasse au tigre. Lorsque sa tante le découvre, elle est furieuse et appelle immédiatement William, qui se trouve être le frère de Janice. Pendant la chasse, Karim reconnaît le tueur de son père. Lorsqu'il est confronté, le meurtrier tire sur Karim. Janice commence à se cacher et tombe sur une plante vénéneuse. Karim la met en sécurité et retire le poison, après quoi ils se fiancent. De retour à la maison, William et Mme Darsey tentent d'arrêter le mariage en leur racontant des mensonges, mais Karim et Janice en arrivent à la conclusion que leur amour l'un pour l'autre est plus fort.

## Fiche technique
- Titre français : Le Fils du radjah
- Titre anglais : Son of India
- Titre de travail : The Son of the Rajah[1]
- Réalisation : Jacques Feyder[1]
- Scénario : Ernest Vajda, John Meehan et Claudine West, adapté du roman Mr. Isaacs de F. Marion Crawford[1]
- Photographie : Harold Rosson[1]
- Montage : Conrad A. Nervig[1]
- Direction artistique : Cedric Gibbons[1]
- Costumes : René Hubert[1]
- Son : Douglas Shearer[1]
- Production : Hunt Stromberg[1]
- Société de production : Metro-Goldwyn-Mayer[1]
- Distribution : Metro-Goldwyn-Mayer[2]
- Pays :  États-Unis
- Genre : Comédie romantique[1]
- Durée : 75 minutes (8 bobines)[1]
- Budget : 503 000 $[1]
- Box-office : États-Unis : 491 000 $, hors USA : 490 000 $[1]
- Format : Noir et blanc[1] - Son monophonique, Western Electric Sound System[1] - 1,37:1[2]
- Dates de production : du 7 avril 1931 à juin 1931[3]
- Date de sortie :
  - États-Unis : 24 juillet 1931, au Capitol Theater à New York[1]
  - France : juillet 1932, au cinéma Madeleine à Paris

## Distribution
- Ramón Novarro : Karim
- Madge Evans : Janice Darsey
- Conrad Nagel : William Darsay
- Marjorie Rambeau : Mme Darsay

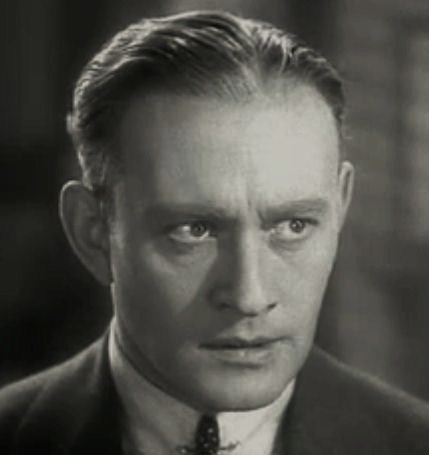
Conrad Nagel joue le rôle de William Darsay

- Charles Aubrey Smith : Dr. Wallace
- Mitchell Lewis : Hamid
- John Miljan : Juggat
- Nigel De Brulier : Rao Rama, le saint homme
- Katherine DeMille : Amah
- Ann Dvorak : une danseuse
- Otto Hoffman : le joaillier
- John George : un mendiant

## Critique
- Variety : « C'est un film marquant visuellement et par son allure générale. La distribution, faite entièrement autour de Novarro, ne laisse de place ni à Evans ni aux principaux personnages féminins. », 28 juillet 1931[1],[4]

## Autour du film
Le doublage français du film a été réalisé par Claude Autant-Lara.